# یانرانایگیتگین
یانرانایگیتگین (انگلیسی: Yanranaygytgyn) یک دریاچه در ناحیه خودگردان چوکوتکای کشور روسیه است.